# Мирослав Мирославов
Мирослав Мирославов е български футболист, нападател, играч от 2008 г. на ФК Скрита сила Мъдрево. Играл е за Шумен, Локомотив (София), Беласица, Металург и Доростол, Скрита Сила (Мъдрево). Полуфиналист за купата на страната през 1998 г. с Локомотив (Сф) и четвърти в първенството с Шумен през 1994 г. За купата на УЕФА има 6 мача (4 за Локомотив и 2 за Шумен).

## Статистика по сезони
- Шумен – 1990/91 – В група, 9 мача/2 гола
- Шумен – 1991/92 – Б група, 23/5
- Шумен – 1992/93 – Б група, 36/12
- Шумен – 1993/94 – А група, 28/10
- Шумен – 1994/95 – А група, 27/8
- Шумен – 1995/96 – А група, 29/7
- Локомотив (Сф) – 1996/97 – А група, 13/5
- Шумен – 1998/99 – А група, 20/5
- Шумен – 1999/00 – А група, 18/3
- Беласица – 2000/ес. - Б група, 14/3
- Металург – 2001/пр. - Б група, 12/1
- Шумен – 2001/02 – В група, 12/4
- Шумен – 2002/03 – В група, 11/2
- Доростол – 2003/04 – В група, 23/6
- Доростол – 2004/ес. - Б група, 3/1
- Доростол – 2005/06 – В група, 21/5